# 42487 Ångström
42487 Ångström este un asteroid din centura principală, descoperit pe 9 septembrie 1991, de Freimut Börngen și Lutz Schmadel.